# Gerlachov (okres Bardejov)
Gerlachov, někdy také Gerlachov nad Topľou je obec na Slovensku v okrese Bardejov. Žije zde přibližně 1 100 obyvatel, první písemná zmínka pochází z roku 1344. Nachází se zde řeckokatolický chrám svatého Michaela archanděla vybudovaný v letech 1844 až 1856, který je národní kulturní památkou Slovenské republiky, a pravoslavný chrám téhož zasvěcení z roku 1993.